# Botryobasidium asperulum
Botryobasidium asperulum ist eine Ständerpilzart aus der Familie der Traubenbasidienverwandten (Botryobasidiaceae). Sie bildet resupinate, spinnwebartige Fruchtkörper aus, die auf Totholz von Laub- und Nadelbäumen wachsen. Botryobasidium asperulum ist in Europa, Afrika und der Karibik verbreitet. Eine Anamorphe ist bislang nicht bekannt.

## Merkmale

### Makroskopische Merkmale
Botryobasidium asperulum besitzt weißliche bis gelbliche, gespinstartige und dünne Fruchtkörper, die resupinat (also vollständig anliegend) auf ihrem Substrat wachsen und unter der Lupe leicht netzartig erscheinen.

### Mikroskopische Merkmale
Wie bei allen Traubenbasidien ist die Hyphenstruktur von Botryobasidium asperulum monomitisch, besteht also nur aus generativen Hyphen, die sich rechtwinklig verzweigen. Die Basalhyphen sind hyalin, schmal (meist 10–15 µm breit) und nicht inkrustiert. Die 5–7 µm dicken Subhymenialhyphen sind hyalin und dünnwandig. Alle Hyphen sind einfach septiert. Die Art verfügt weder über Zystiden noch über Schnallen. Die vier-, sechs- oder achtsporigen Basidien der Art wachsen in Nestern, werden 10–18 × 6–8 µm groß, sind zylindrisch und an der Basis einfach septiert. Die Sporen sind ellipsoid und meist 5–6 × 3–4 µm groß. Sie sind fein bewarzt und dünnwandig.

## Verbreitung
Die bekannte Verbreitung von Botryobasidium asperulum umfasst Europa, das südliche, zentrale und östliche Afrika sowie Kuba. In Europa ist die Art in mediterranen Regionen zu finden.

## Ökologie
Botryobasidium asperulum ist ein Saprobiont, der Totholz besiedelt. Sie wurden unter anderem auf Waldkiefer (Pinus sylvestris) sowie Gaopalme (Ancistrophyllum secundiflorum) gefunden.